# Neonooliodes ceroplastes
Neonooliodes ceroplastes är en kvalsterart som beskrevs av Hunt 1996. Neonooliodes ceroplastes ingår i släktet Neonooliodes och familjen Pheroliodidae. Inga underarter finns listade i Catalogue of Life.